# Ischioscia martinae
Ischioscia martinae är en kräftdjursart som beskrevs av Klaus Ulrich Leistikow1997. Ischioscia martinae ingår i släktet Ischioscia och familjen Philosciidae. Inga underarter finns listade i Catalogue of Life.